# 埃茨巴赫河 (施瓦茨巴赫河支流)
50°0′44.92″N 9°19′53.56″E / 50.0124778°N 9.3315444°E

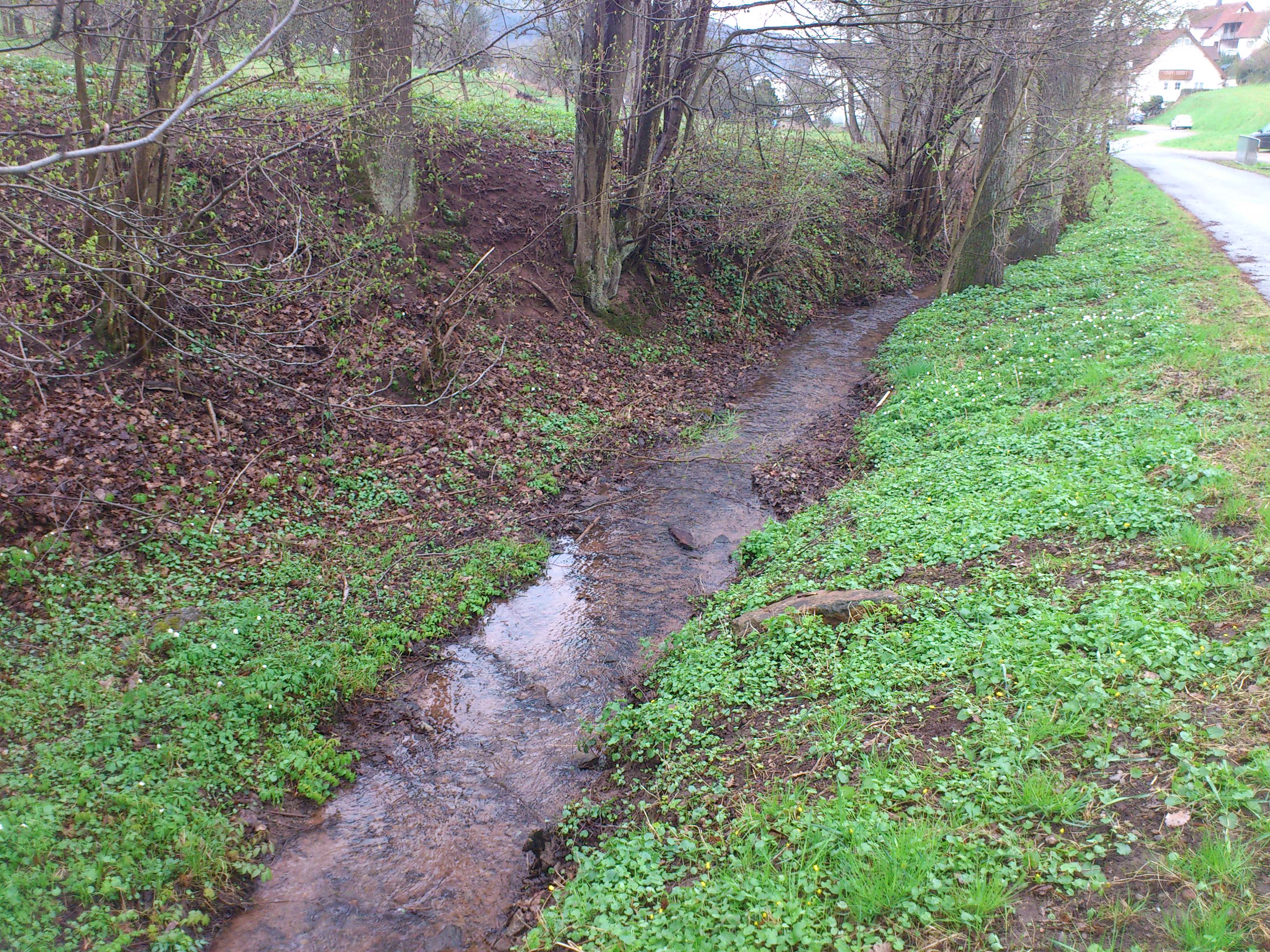

埃茨巴赫河（德語：Etzbach），是德國的河流，位於該國東南部，由巴伐利亞負責管轄，屬於施瓦茨巴赫河的左支流，河道全長0.9公里，流域面積1平方公里。